# Зарулия, Элени
Элени Зарулия (греч. Ελένη Ζαρούλια; род. 21 мая 1961, Афины) — бывший член парламента Греции от ультраправой неонацистской партии «Золотая заря», осужденная за участие в ней.

## Карьера
Антирасистская организация EGAM потребовала исключить Зарулию из Комитета по вопросам равноправия и борьбы с дискриминацией Парламентского комитета Совета Европы, как члена неонацистской партии. Представитель Совета Европы пояснил, что присутствие Зарулии является результатом положения устава о беспристрастном представительстве партий и политических групп в национальных парламентах. Он также заявил, что ее избрание в комитет может быть оспорено любым членом Парламентской ассамблеи, чего не произошло, и что Зарулия письменно заявила о своем согласии с целями и принципами Совета Европы.
2 апреля 2014 года парламент Греции принял решение о снятии неприкосновенности с Зарулии по запросу судебных приставов, ведущих уголовное дело по партии «Золотая заря». 2 июля Совет судей объявил Зарулии домашний арест (за исключением посещения ею парламента), и запрет на выезд из страны. Сама она охарактеризовала свое преследование как политическое.
С 2007 года Зарулия вместе с братом и мужем является членом совета директоров компании, управляющей отелем на площади Аттика.